# Municipalità di Dobele
La municipalità di Dobele (in lettone Dobeles novads) è una delle trentasei municipalità della Lettonia. È situata nel sud del Paese, nella regione storica della Semgallia e confina con la Lituania. Il capoluogo è la città di Dobele.

## Suddivisione
La municipalità comprende 2 città (Dobele e Auce) e 19 parrocchie:
- Annenieki
- Augstkalne
- Auri
- Bēne
- Bērze
- Biksti
- Bukaiši
- Dobele
- Īle
- Jaunbērze,
- Krimūna
- Lielauce
- Naudīte
- Penkule
- Tērvete
- Ukri,
- Vecauce
- Vītiņi
- Zebrene